# Mazerolles (Charente)
Mazerolles is een gemeente in het Franse departement Charente (regio Nouvelle-Aquitaine) en telt 311 inwoners (1999). De plaats maakt deel uit van het arrondissement Confolens.

## Geografie
De oppervlakte van Mazerolles bedraagt 17,2 km², de bevolkingsdichtheid is 18,1 inwoners per km².
De onderstaande kaart toont de ligging van Mazerolles (Charente) met de belangrijkste infrastructuur en aangrenzende gemeenten.

## Demografie
Onderstaande figuur toont het verloop van het inwonertal (bron: INSEE-tellingen).

1. ↑  Populations de référence 2022.